# 八路军豫北办事处旧址
八路军驻豫北办事处也称“国民革命军第十八集团军前方总部驻豫北办事处”，是1938年按照国共合作抗日的协定在林县任村设立的八路军办事处。

## 八路军驻豫北办事处旧址
八路军驻豫北办事处旧址位于林州市任村镇一条南北向狭长胡同的北端尽头，为一个古老破旧的院门，门楣上方的牌匾上书写“八路军豫北办事处旧址”。门里是坐东朝西的四合院，约70平方米。

## 历史
1940年2月，中共太南地委决定将林县以姚村为界，划分为林县、林北县。林北县党政机关驻任村，南边的林县是国统区。1941年6月，为打破敌伪对太行抗日根据地的封锁，八路军总部决定在在林北县南苇底村公开挂牌设立豫北办事处，不久迁至任村，并在任村先后开办了宏盛昌货栈、同仁货栈和接待往来人员的新华饭馆。办事处主任王百评（原名魏梦麟，八路军总部高级参议，抗战初期曾任第一战区民运指导委员会主任兼政治部民运科科长等职）。豫北办事处由八路军副总参谋长左权直接领导；左权牺牲后由滕代远领导。
1945年8月抗战胜利后，办事处结束。  